# Svetovno prvenstvo v hokeju na ledu 2008 - Divizija III
Divizija III Svetovnega prvenstva v hokeju na ledu 2008 se je odvila od 31. marca do 4. aprila 2008. Na turnirju je sodelovalo 5 reprezentanc, ki so si mesto v Diviziji III zagotovilo že leta 2007 in ena reprezentanca, ki si je mesto zagotovila s prvim mestom v kvalifikacijah za Divizijo III. 
Tekme so igrali v dvorani Luxembourg Kockelscheur v Luxembourgu, Luksemburg. 

### Sodelujoče države
1. Grčija: Udeležbo so si zagotovili s prvim mestom iz kvalifikacij za Divizijo III. To je bil njihov prvi nastop na Svetovnih prvenstvih po letu 1999.
2. Luksemburg: Udeležbo so si zagotovili s tretjim mestom v Diviziji III 2007.
3. Mongolija: Udeležbo so si zagotovili s petim mestom v Diviziji III 2007.
4. Severna Koreja: Mesto v Diviziji III so si zagotovili s tem, ko so tekme v Diviziji II 2007 predali.
5. Južna Afrika: Udeležbo so si zagotovili s četrtim mestom v Diviziji III 2007.
6. Turčija: Mesto v Diviziji III so si zagotovili s tem, ko so iz Divizije II 2007 izpadli.

## Končna lestvica
|   | Reprezentanca  | OT | Z | ZPP | PPP | P | GF | GA | GR  | TOČ |
| - | -------------- | -- | - | --- | --- | - | -- | -- | --- | --- |
| 1 | Severna Koreja | 5  | 5 | 0   | 0   | 0 | 40 | 6  | 32  | 15  |
| 2 | Južna Afrika   | 5  | 4 | 0   | 0   | 1 | 29 | 16 | 13  | 12  |
| 3 | Luksemburg     | 5  | 1 | 2   | 0   | 2 | 22 | 13 | 9   | 7   |
| 4 | Turčija        | 5  | 2 | 0   | 1   | 2 | 27 | 24 | 3   | 7   |
| 5 | Grčija         | 5  | 1 | 0   | 1   | 3 | 17 | 28 | -11 | 4   |
| 6 | Mongolija      | 5  | 0 | 0   | 0   | 5 | 11 | 59 | -48 | 0   |

### Rezultati
| Reprezentanca  | Severna Koreja | Južna Afrika | Luksemburg | Turčija  | Grčija   | Mongolija |
| -------------- | -------------- | ------------ | ---------- | -------- | -------- | --------- |
| Severna Koreja |                | 6-0          | 2-1        | 8-2      | 7-3      | 17-0      |
| Južna Afrika   | 0-6            |              | 5-4        | 7-1      | 5-1      | 12-4      |
| Luksemburg     | 1-2            | 4-5          |            | 5-4 (OT) | 3-2 (OT) | 9-0       |
| Turčija        | 2-8            | 1-7          | 4-5 (OT)   |          | 9-1      | 11-3      |
| Grčija         | 3-7            | 1-5          | 2-3 (OT)   | 1-9      |          | 10-4      |
| Mongolija      | 0-17           | 4-12         | 0-9        | 3-11     | 4-10     |           |

## Rezultati
| 31. marec 2008 13:00 | Grčija | 1 – 5 | Južna Afrika | Luxembourg Kockelscheur, Luxembourg |

| Poročilo tekme      | Poročilo tekme     | Poročilo tekme | Poročilo tekme                                                                                   | Poročilo tekme |
| ------------------- | ------------------ | -------------- | ------------------------------------------------------------------------------------------------ | -------------- |
| Začetek: ni podatka | D. Kalyvas (40:19) |                | J. Joyce (02:04), C. Esterhuizen (19:08), M. Giot (54:57), J. Valadas (56:26), D. Watson (58:15) |                |

| 31. marec 2008 16:30 | Severna Koreja | 17 – 0 | Mongolija | Luxembourg Kockelscheur, Luxembourg |

| Poročilo tekme      | Poročilo tekme | Poročilo tekme | Poročilo tekme | Poročilo tekme |
| ------------------- | --- | -------------- | -------------- | -------------- |
| Začetek: ni podatka | KC. Min (08:29), RK. Song (09:49), (23:31), (56:17) RS. Gwang (11:44), (38:44), KK. Il (13:08), (14:28), RC. Min (19:22), M. Chol (20:59), (31:55), (36:35), SC. Song (42:41), (58:05) JS. Hyok (48:18), (53:06), JS. Il (55:56) |                |                |                |

| 31. marec 2008 20:15 | Luksemburg | 5 – 4 (OT) | Turčija | Luxembourg Kockelscheur, Luxembourg |

| Poročilo tekme      | Poročilo tekme                                                                        | Poročilo tekme | Poročilo tekme                                       | Poročilo tekme |
| ------------------- | ------------------------------------------------------------------------------------- | -------------- | ---------------------------------------------------- | -------------- |
| Začetek: ni podatka | B. Welter (11:15), (45:56) R. Scheier (16:39), G. Scheier (49:18), T. Holtzem (63:39) |                | E. Ozmen (02:43), (28:26), (50:34) E. Coskun (29:09) |                |

| 1. april 2008 13:00 | Mongolija | 4–10 | Grčija | Luxembourg Kockelscheur, Luxembourg |

| Poročilo tekme      | Poročilo tekme                                                          | Poročilo tekme | Poročilo tekme                                                                                                | Poročilo tekme |
| ------------------- | ----------------------------------------------------------------------- | -------------- | --- | -------------- |
| Začetek: ni podatka | N. Ganbat (14:19), A. Ichinnorov (21:48), (54:48), B. Purevdorj (55:21) |                | D. Kalyvas (08:08), (15:41), (20:46), (28:57), (30:30), (35:16), (37:31), (49:37), I. Koufis (52:46), (59:44) |                |

| 1. april 2008 16:30 | Turčija | 1–7 | Južna Afrika | Luxembourg Kockelscheur, Luxembourg |

| Poročilo tekme      | Poročilo tekme | Poročilo tekme | Poročilo tekme | Poročilo tekme |
| ------------------- | -------------- | -------------- | -------------- | -------------- |
| Začetek: ni podatka |                |                |                |                |

| 1. april 2008 20:00 | Severna Koreja | 2–1 | Luksemburg | Luxembourg Kockelscheur, Luxembourg |

| Poročilo tekme      | Poročilo tekme                   | Poročilo tekme | Poročilo tekme    | Poročilo tekme |
| ------------------- | -------------------------------- | -------------- | ----------------- | -------------- |
| Začetek: ni podatka | M. Chol (45:01), KK Hyok (57:20) |                | F. Schons (54:59) |                |

| 3. april 2008 13:00 | Turčija | 11–3 | Mongolija | Luxembourg Kockelscheur, Luxembourg |

| Poročilo tekme      | Poročilo tekme | Poročilo tekme | Poročilo tekme | Poročilo tekme |
| ------------------- | -------------- | -------------- | -------------- | -------------- |
| Začetek: ni podatka |                |                |                |                |

| 3. april 2008 16:30 | Severna Koreja | 7–3 | Grčija | Luxembourg Kockelscheur, Luxembourg |

| Poročilo tekme      | Poročilo tekme | Poročilo tekme | Poročilo tekme | Poročilo tekme |
| ------------------- | -------------- | -------------- | -------------- | -------------- |
| Začetek: ni podatka |                |                |                |                |

| 3. april 2008 20:00 | Luksemburg | 4–5 | Južna Afrika | Luxembourg Kockelscheur, Luxembourg |

| Poročilo tekme      | Poročilo tekme | Poročilo tekme | Poročilo tekme | Poročilo tekme |
| ------------------- | -------------- | -------------- | -------------- | -------------- |
| Začetek: ni podatka |                |                |                |                |

| 5. april 2008 13:00 | Južna Afrika | 0–6 | Severna Koreja | Luxembourg Kockelscheur, Luxembourg |

| Poročilo tekme      | Poročilo tekme | Poročilo tekme | Poročilo tekme | Poročilo tekme |
| ------------------- | -------------- | -------------- | -------------- | -------------- |
| Začetek: ni podatka |                |                |                |                |

| 5. april 2008 16:30 | Grčija | 1–9 | Turčija | Luxembourg Kockelscheur, Luxembourg |

| Poročilo tekme      | Poročilo tekme | Poročilo tekme | Poročilo tekme | Poročilo tekme |
| ------------------- | -------------- | -------------- | -------------- | -------------- |
| Začetek: ni podatka |                |                |                |                |

| 5. april 2008 20:00 | Mongolija | 0–9 | Luksemburg | Luxembourg Kockelscheur, Luxembourg |

| Poročilo tekme      | Poročilo tekme | Poročilo tekme | Poročilo tekme | Poročilo tekme |
| ------------------- | -------------- | -------------- | -------------- | -------------- |
| Začetek: ni podatka |                |                |                |                |

| 6. april 2008 13:00 | Južna Afrika | 12–4 | Mongolija | Luxembourg Kockelscheur, Luxembourg |

| Poročilo tekme      | Poročilo tekme | Poročilo tekme | Poročilo tekme | Poročilo tekme |
| ------------------- | -------------- | -------------- | -------------- | -------------- |
| Začetek: ni podatka |                |                |                |                |

| 6. april 2008 16:30 | Turčija | 2–8 | Severna Koreja | Luxembourg Kockelscheur, Luxembourg |

| Poročilo tekme      | Poročilo tekme | Poročilo tekme | Poročilo tekme | Poročilo tekme |
| ------------------- | -------------- | -------------- | -------------- | -------------- |
| Začetek: ni podatka |                |                |                |                |

| 6. april 2008 20:00 | Luksemburg | 3–2 (OT) | Grčija | Luxembourg Kockelscheur, Luxembourg |

| Poročilo tekme      | Poročilo tekme | Poročilo tekme | Poročilo tekme | Poročilo tekme |
| ------------------- | -------------- | -------------- | -------------- | -------------- |
| Začetek: ni podatka |                |                |                |                |